# Madonna en la Gloria con los santos
La Madonna en la gloria con santos es una pintura del pintor Italiano del Renacimiento pintor Pietro Perugino, que data de alrededor de 1500-1501. Se encuentra en la Pinacoteca Nazionale de Bolonia, Italia.

## Historia
La obra fue realizada para la capilla Scarani de la iglesia de San Giovanni in Monte. Realizado probablemente después de 1497 y probablemente en torno a 1500-1501 ocupa una de las piezas clave en la difusión en el norte de Italia de esta 

dolcezza nei colori unita

 ("dulzura unida en los colores"). Se trata de una obra realizada en el apogeo de la popularidad del maestro.

## Tema
Se representa a la Virgen en la gloria con el Niño en el cielo, ante una mandorla luminosa y rodeados de ángeles, contemplados por figuras santas del ámbito terrenal de pie abajo, estas últimas con sus atributos tradicionales.

## Análisis
Aunque la obra posee una gran finura cromática, su esquema está formado por un ensamblaje de dibujos del repertorio de Perugino. 
Perugino utiliza con confianza este esquema de poderoso equilibrio, compuesto sobre la simetría. Los sentimientos apenas se insinúan, los colores son vivos pero delicados, se mezclan entre sí. Se presta especial atención a los elementos decorativos.
El dibujo es claro y bien definido, los trazos atados, la composición serena y agradable. Las figuras tienen una idealización perfecta. No se derivan del estudio de la naturaleza sino de la estética de los desarrollos artísticos del siglo XVI.

## Descripción
El esquema de la composición, típico de las obras de madurez de Perugino (basado en la perdida Asunción de la Capilla Sixtina y utilizado en numerosas obras de la época, como la Resurrección de San Francisco al Prato y el Retablo de Vallombrosa), incluye dos niveles diferentes. La Virgen con el Niño, representada dentro de una mandorla en la parte superior; y un grupo de cuatro santos sobre un paisaje de colinas en la inferior. 
Los santos son, de izquierda a derecha: el Arcángel Miguel (con una armadura decorada), Catalina de Alejandría (con la rueda de tortura detrás en el suelo), Apolonia (sosteniendo las tenazas de su martirio) y Juan el Evangelista, que tiene tras él el águila del Tetramorfo.
La firma de Perugino (PETRUS PERUSINUS PINXIT) puede verse en la rueda de Catalina.